# Jakovo

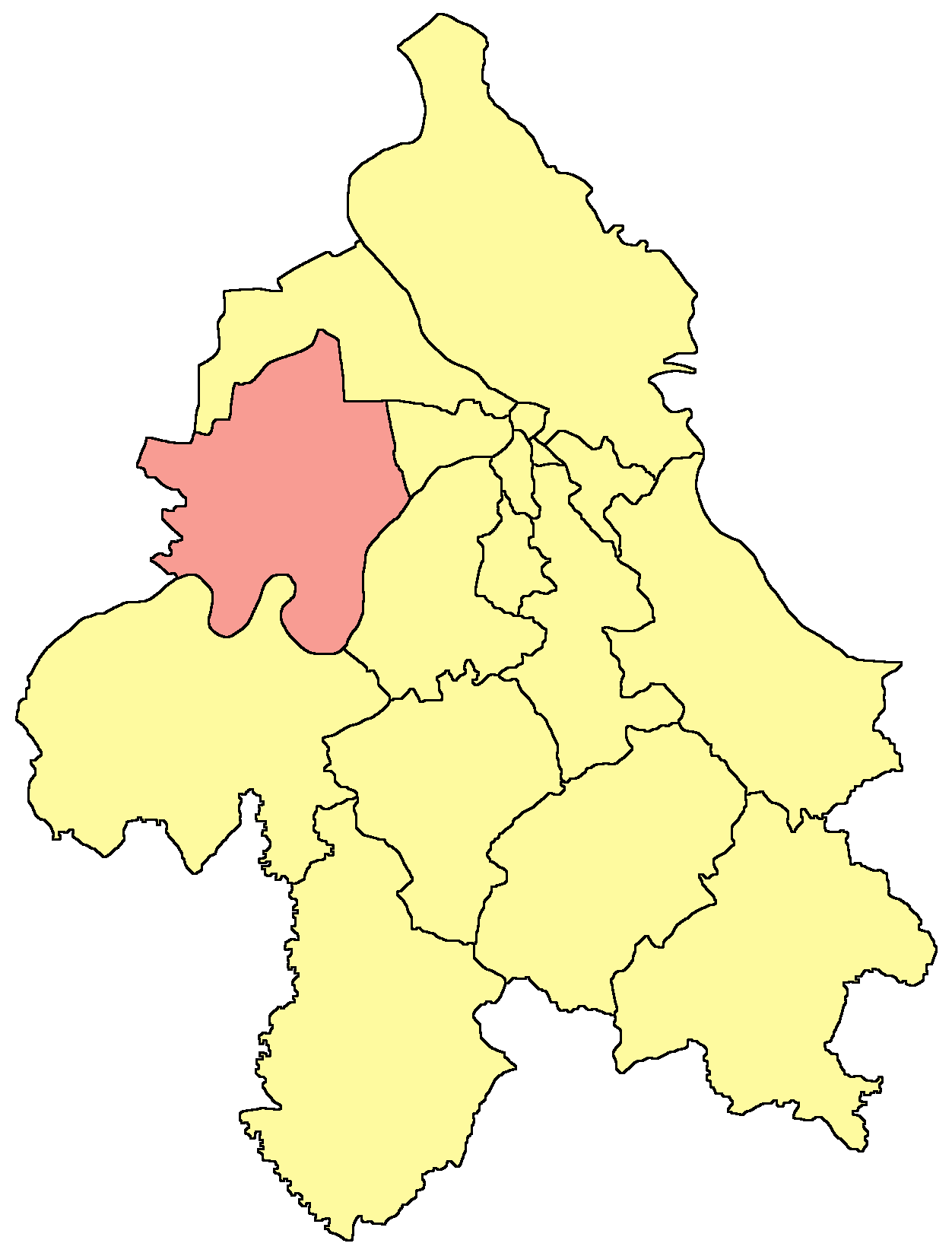
Localisation de la municipalité de Surčin dans la Ville de Belgrade

Jakovo (en serbe cyrillique : Јаково) est une localité de Serbie située dans la municipalité de Surčin et sur le territoire de la ville de Belgrade. Au recensement de 2011, elle comptait 6 182 habitants.
Jakovo est situé en Syrmie, dans la sous-région de Podlužje, à 24 km au sud-ouest du centre-ville de Belgrade et à 6 km de Surčin. La ville se trouve à 4 km de la rive gauche de la Save.
La localité est officiellement classée parmi les localités rurales. Sa population croît régulièrement (5 418 habitants en 1991). De ce fait, elle forme un ensemble presque continu avec Surčin, Bečmen et Boljevci. 
Le monastère de Fenek est situé juste à l'extérieur de la localité, sur la route de Boljevci.

## Démographie

### Évolution historique de la population
| 1948  | 1953  | 1961  | 1971  | 1981  | 1991  | 2002  | 2011  |
| ----- | ----- | ----- | ----- | ----- | ----- | ----- | ----- |
| 2 096 | 2 249 | 2 624 | 3 123 | 4 619 | 5 483 | 5 949 | 6 182 |

|  |